# Série des stades de la LNH 2020
Navigation
2019 2022
La Série des stades de la LNH 2020 ou la Série des stades Navy Federal Credit Union 2020 de la LNH, dont le sponsor est la banque de services financiers Navy Federal Credit Union, est un match en plein air se déroulant lors de la saison régulière de la Ligue nationale de hockey (LNH). Cette série se distingue des Classiques telles que la Classique hivernale et la Classique Héritage. La rencontre oppose l'Avalanche du Colorado et les Kings de Los Angeles, au Falcon Stadium, le 15 février 2020.

## Effectifs
| No | Joueur             | Position       |
| -- | ------------------ | -------------- |
| 3  | Matt Roy           | Défenseur      |
| 6  | Joakim Ryan        | Défenseur      |
| 8  | Drew Doughty       | Défenseur      |
| 9  | Adrian Kempe       | Ailier gauche  |
| 10 | Michael Amadio     | Centre         |
| 11 | Anze Kopitar       | Centre         |
| 12 | Trevor Moore       | Centre         |
| 19 | Alex Iafallo       | Ailier gauche  |
| 22 | Trevor Lewis       | Centre         |
| 23 | Dustin Brown       | Ailier gauche  |
| 26 | Sean Walker        | Défenseur      |
| 27 | Alec Martinez      | Défenseur      |
| 29 | Martin Frk         | Ailier droit   |
| 32 | Jonathan Quick     | Gardien de but |
| 40 | Calvin Petersen    | Gardien de but |
| 46 | Blake Lizotte      | Centre         |
| 51 | Austin Wagner (en) | Ailier gauche  |
| 56 | Kurtis MacDermid   | Défenseur      |
| 73 | Tyler Toffoli      | Centre         |
| 77 | Jeff Carter        | Centre         |

| No | Joueur                   | Position       |
| -- | ------------------------ | -------------- |
| 6  | Erik Johnson             | Défenseur      |
| 8  | Cale Makar               | Défenseur      |
| 11 | Matt Calvert             | Ailier gauche  |
| 13 | Valeri Nitchouchkine     | Ailier droit   |
| 16 | Nikita Zadorov           | Défenseur      |
| 17 | Tyson Jost               | Centre         |
| 27 | Ryan Graves              | Défenseur      |
| 28 | Ian Cole                 | Défenseur      |
| 29 | Nathan MacKinnon         | Centre         |
| 31 | Philipp Grubauer         | Gardien de but |
| 37 | J.T. Compher             | Ailier gauche  |
| 39 | Pavel Francouz           | Gardien de but |
| 41 | Pierre-Édouard Bellemare | Ailier gauche  |
| 49 | Samuel Girard            | Défenseur      |
| 72 | Joonas Donskoi           | Ailier droit   |
| 81 | Vladislav Kamenev        | Centre         |
| 83 | Matt Nieto               | Ailier gauche  |
| 92 | Gabriel Landeskog        | Ailier gauche  |
| 95 | André Burakovsky         | Ailier gauche  |
| 96 | Mikko Rantanen           | Ailier droit   |

## Match
| 15 février | Avalanche du Colorado | 1-3 (0-1, 1-0, 0-2) | Kings de Los Angeles | Falcon Stadium 43 574 spectateurs |

| Feuille de match                   | Feuille de match                | Feuille de match | Feuille de match                                                                                                  | Feuille de match                                                           |
| ---------------------------------- | ------------------------------- | ---------------- | --- | -------------------------------------------------------------------------- |
|                                    | Girard (Rantanen) — 39 min 18 s | 0-1 1-1 1-2 1-3  | Toffoli (Iafallo, Ryan) — 14 min 1 s Toffoli (Kopitar) — 59 min 5 s Toffoli (Kopitar, Iafallo) — 59 min 55 s (CV) | Arbitrage : Chris Rooney, Tom Chmielewski Greg Devorski, Shandor Alphonson |
| Philipp Grubauer et Pavel Francouz | Gardiens                        | Jonathan Quick   | | Arbitrage : Chris Rooney, Tom Chmielewski Greg Devorski, Shandor Alphonson |
| 4 min                              | Pénalités                       | 4 min            | | Arbitrage : Chris Rooney, Tom Chmielewski Greg Devorski, Shandor Alphonson |
| 33                                 | Tirs                            | 23               | | Arbitrage : Chris Rooney, Tom Chmielewski Greg Devorski, Shandor Alphonson |